# Communauté de communes de la Pointe du Médoc
Pour les articles homonymes, voir Médoc (homonymie).
La communauté de communes de la Pointe du Médoc  est un ancien établissement public de coopération intercommunale (EPCI) français, situé dans le département de la Gironde, en région Nouvelle-Aquitaine, dans la partie septentrionale des Landes de Gascogne.

## Historique
La communauté de communes a été créée en 2001.
Le 1er janvier 2017, la communauté de communes Pointe du Médoc fusionne avec la communauté de communes des Lacs Médocains pour former la communauté de communes Médoc Atlantique.

## Composition
| Nom                    | Code Insee | Gentilé     | Superficie (km2) | Population (dernière pop. légale) | Densité (hab./km2) |
| ---------------------- | ---------- | ----------- | ---------------- | --------------------------------- | ------------------ |
| Soulac-sur-Mer (siège) | 33514      | Soulacais   | 28,89            | 2 524 (2014)                      | 87                 |
| Grayan-et-l'Hôpital    | 33193      | Grayanais   | 45,40            | 1 314 (2014)                      | 29                 |
| Jau-Dignac-et-Loirac   | 33208      | Jovisiens   | 41,23            | 1 007 (2014)                      | 24                 |
| Naujac-sur-Mer         | 33300      | Naujacais   | 98,55            | 1 002 (2014)                      | 10                 |
| Queyrac                | 33348      | Queyracais  | 30,73            | 1 370 (2014)                      | 45                 |
| Saint-Vivien-de-Médoc  | 33490      | Viviennais  | 29,40            | 1 721 (2014)                      | 59                 |
| Talais                 | 33521      | Talaisiens  | 15,27            | 713 (2014)                        | 47                 |
| Valeyrac               | 33538      | Valeyracais | 13,49            | 536 (2014)                        | 40                 |
| Vendays-Montalivet     | 33540      | Vendaysins  | 101,46           | 2 442 (2014)                      | 24                 |
| Vensac                 | 33541      | Vensacais   | 34,00            | 945 (2014)                        | 28                 |
| Le Verdon-sur-Mer      | 33544      | Verdonnais  | 17,09            | 1 367 (2014)                      | 80                 |

## Démographie
| 2011   | 2012   |
| ------ | ------ |
| 14 728 | 14 766 |

## Administration
L'administration de l'intercommunalité repose, à compter du renouvellement général des conseils municipaux de mars 2014, sur 32 délégués titulaires, Soulac-sur-Mer disposant de six sièges, Saint-Maixant de quatre, Vendays-Montalivet de cinq, Saint-Vivien-de-Médoc de quatre, Grayan-et-l'Hôpital, Queyrac et Le Verdon-sur-Mer de trois chacune, Le Verdon-sur-Mer, Jau-Dignac-et-Loirac etNaujac-sur-Mer de deux chacune et Talais et Valeyrac d'un chacune.
| Période                                  | Période | Identité      | Étiquette | Qualité                                           |
| ---------------------------------------- | ------- | ------------- | --------- | ------------------------------------------------- |
|                                          | 2016    | Xavier Pintat | UMP       | maire de Soulac-sur-Mer (1990-), sénateur (1998-) |
| Les données manquantes sont à compléter. |         |               |           |                                                   |

Le président est assisté de neuf vice-présidents :
- Serge Laporte, maire de Grayan-et-l'Hôpital, chargé des finances et de la fiscalité,
- Jean-Luc Piquemal, maire de Vensac, chargé des pistes cyclables, réseaux, circuits de randonnée et équipements techniques,
- Jean-Pierre Dubernet, maire de Saint-Vivien-de-Médoc, chargé de l'environnement,
- Jacques Bidalun, maire du Verdon-sur-Mer, chargé du développement économique,
- Franck Laporte, maire de Talais, chargé de l'urbanisme et de l'aménagement territorial,
- Jean-Bernard Dufourd, maire de Naujac-sur-Mer, chargé des énergies renouvelables et des gens du voyage,
- Gilles Coutreau, maire de Jau-Dignac-et-Loirac, chargé des communications et du tourisme,
- Véronique Chambaud, maire de Queyrac, chargé de l'enfance et de la jeunesse.